# سولفورودامین بی
سولفورودامین ب (به انگلیسی: Sulforhodamine B) با فرمول شیمیایی C۲۷H۳۰N۲O۷S۲ یک ترکیب شیمیایی با شناسه پاب‌کم ۶۵۱۹۱ است. 